# Шарль Летурно
Шарль Летурно (фр. Charles Létourneau; 23 вересня 1831—23 лютого 1902) — французький етнограф, філософ і соціолог, доктор медицини (1858). Був президентом (1886) і генеральним секретарем (1887) Паризького антропологічного товариства. Професор історії цивілізації в антропологічній школі (1885).
В розумінні природи Летурно був матеріалістом. Спростовував релігійні вірування та підкреслював зв'язок матеріалізму з успіхами природознавства.
Його соціологія — позитивістська; вона пов'язана із запереченням історичних закономірностей і можливості їх пізнання. Він давав ідеалістичне тлумачення прогресу, захищаючи його теорію. Оскільки, Летурно був переконаним еволюціоністом, він стверджував, що всі суспільні інститути необхідно розглядати в їхній зміні і розвитку. На його думку, найкращим методом є звернення до етнографії, на якій і повинна бути побудована соціологія.
Автор праць з еволюції моралі, сім'ї, шлюбу, власності, торгівлі, рабства, політики, релігії, літератури, виховання. Деякі праці Летурно мають описовий характер. Наводячи великий фактичичний матеріал, відібраний недостатньо критично, Летурно відмовлявся від загальних висновків та з'ясування причин суспільних змін. Також він виступав проти расизму та апології війни («Війна», 1895).
Твори
- L'évolution du mariage et de la famille dans les diverses races humaines, P., 1888;
- L'évolution politique…, P., 1890;
- L'évolution juridique dans les diverses races humaines, P., 1891;
- L'évolution religieuse…, 2 éd., P., 1898;
- La psychologie ethnique…, P., 1901;

## Джерело
- Летурно [Архівовано 23 грудня 2014 у Wayback Machine.] // Философская Энциклопедия. В 5-х т. — М.: Советская энциклопедия. Под редакцией Ф. В. Константинова. 1960–1970.

1. 1 2  Bibliothèque nationale de France BNF: платформа відкритих даних — 2011.
2. ↑  Annuaire prosopographique : la France savante / за ред. B. Delmas, Р. Матіс — 2009.
3. ↑  Bibliothèque nationale de France BNF: платформа відкритих даних — 2011.